# Herboristeria del Rei
L'Herboristeria del Rei està situada al carrer del Vidre, 1 de Barcelona i està catalogada com a establiment de gran interès (categoria E1).

## Història
L'any 1818, Josep Vilà va obrir la botiga al carrer del Vidre, 5 amb el nom de La Linneana, en homenatge a Carl Von Linné. Posteriorment, amb l'enderrocament del convent dels Caputxins i la construcció de la plaça Reial, la botiga es traslladà al seu emplaçament actual, que era comercialment més interessant.
L'any 1857, Isabel II va nomenar el seu fundador herbolari de cambra i proveïdor de la Casa Reial. Això va motivar a canviar-li el nom pel d'Herboristería del Rey i a remodelar-la, per la qual cosa es contractà l'escenògraf i pintor Francesc Soler i Rovirosa. La nova decoració és d'estructura neoclàssica amb detalls gòtic, corresponent a l'estil isabelí. El nou nom es va veure reforçat perquè el bust de marbre de Linné de la botiga s'assembla, per la perruca, a la figura de Carles III de les monedes de l'època. Durant els períodes republicans, el nom de l'herbolari va tornar al nom antic de La Linneana.
En un dels aparadors es va col·locar també una figura d'un indi americà per recordar que la botiga tenia productes americans, anomenats ultramarins.
El títol va ser revalidat el 17 de desembre del 1883 pel successor de Josep Vilà, Antoni Ballart Casadesús, nebot de la seva muller. L'establiment romangué sempre en mans d'una mateixa nissaga familiar fins al 1994, any de la mort de Manuela Ballart sense fills. L'any 1997, Trinitat Sabatés es va fer càrrec del negoci i va restaurar el local amb l'ajut de la Generalitat de Catalunya.

## Descripció
Es troba en els baixos d'un immoble situat a la cantonada del carrer del Vidre (tres aparadors) amb el de les Heures (un aparador), a tocar de la plaça Reial. Fets en marqueteria, els aparadors tenen uns porticons de fusta per tapar els aparadors quan la botiga és tancada i, quan és oberta, queden plegats a banda i banda i es pot llegir en lletres daurades «herboristeria». L'aparador on se situa la porta d'entrada i el del costat tenen la part superior decorada com si fossin les nervadures de mitja rosassa gòtica i, als vidres hi ha, gravat a l'àcid, el nom de l'establiment.
A l'interior les parets estan folrades pel mobiliari pintat de color verd clar. A la part baixa hi ha calaixets adornats amb marqueteria i alguns amb aquarel·les. Els angles estan decorats amb unes màscares de sàtir en daurat. Per sobre hi ha prestatgeries amb portes de vidre i la part alta és una balconada que té la barana decorada amb requadres de flors, fruites i plantes, molt enfosquits, entre elements de foneria; aquests corresponen a l'inici de la foneria barcelonina Esparó, existent des del 1833. La balconada es recolza en mènsules pintades de daurat. Al nivell superior, darrere el balcó, hi ha aparadors amb porta de vidre. L'aparador, de fusta pintada de verd amb una petita barana de balustres, queda en un costat de la botiga i darrere seu s'obre una porta que dona a una habitació amb un moble ple de calaixos per a herbes.

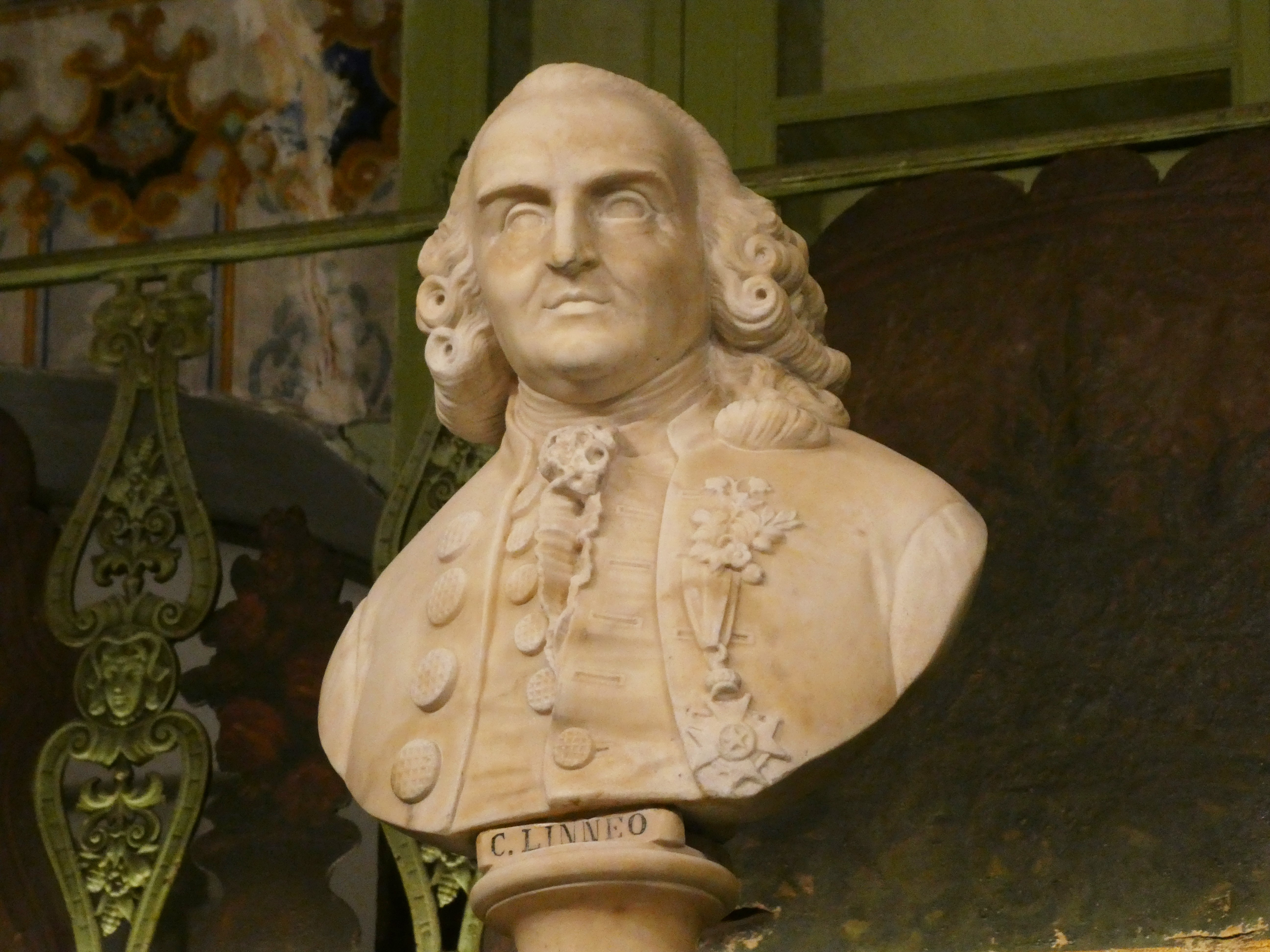
Escultura de Carl von Linné a l'Herboristeria del Rei

La botiga està presidida per un brollador de marbre amb espites de gas per il·luminar l'establiment. La font està formada per una gran petxina, on es guardaven les sangoneres, una columna molt decorada on es poden veure, entre d'altres elements, uns dofins i, finalment, el bust de Carl Von Linné, naturalista suec creador de l'actual sistema de classificació de les plantes i considerat un dels pares de l'ecologia. Aquesta font es obra dels germans italians establerts a Barcelona Àngel i Fausto Baratta Rossi, els quals també van fer la Font del Geni Català al Pla de Palau.
El sostre està cobert per plaquetes quadrades pintades amb un motiu que es repeteix: una creu amb motius vegetals a l'interior. Algunes d'aquestes plaques estan retirades i es pot veure el sostre original: un embigat de fusta pintat de blanc amb elements vegetals en daurat dins de requadres amb la línia blava.